# Aubry-le-Panthou
Aubry-le-Panthou ist eine französische Gemeinde mit 130 Einwohnern (Stand 1. Januar 2022) im Département Orne in der Region Normandie. Sie gehört zum Arrondissement Mortagne-au-Perche und zum Kanton Vimoutiers.

## Geographie
Die Gemeinde Aubry-le-Panthou liegt rund 20 Kilometer nordöstlich von Argentan. Sie wird vom Fluss Vie durchquert. Nachbargemeinden sind Roiville im Norden, Neuville-sur-Touques im Nordosten, Mardilly im Südosten, La Fresnaie-Fayel im Süden, Survie im Südwesten und Fresnay-le-Samson im Nordwesten.

## Bevölkerungsentwicklung
| Jahr                       | 1962 | 1968 | 1975 | 1982 | 1990 | 1999 | 2006 | 2012 | 2021 |
| Einwohner                  | 203  | 207  | 121  | 89   | 106  | 93   | 98   | 107  | 126  |
| Quellen: Cassini und INSEE |      |      |      |      |      |      |      |      |      |

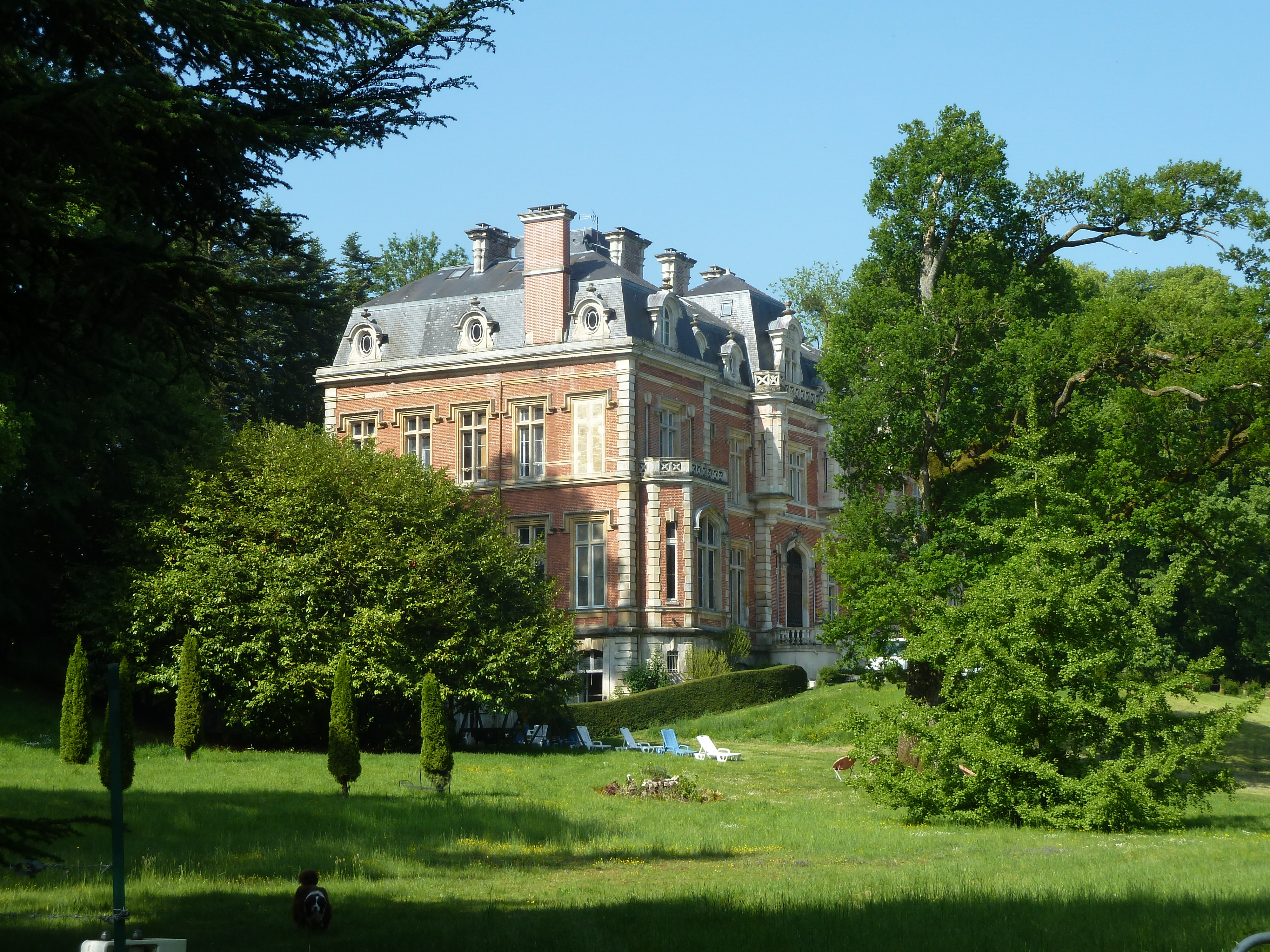
Château d'Osmont
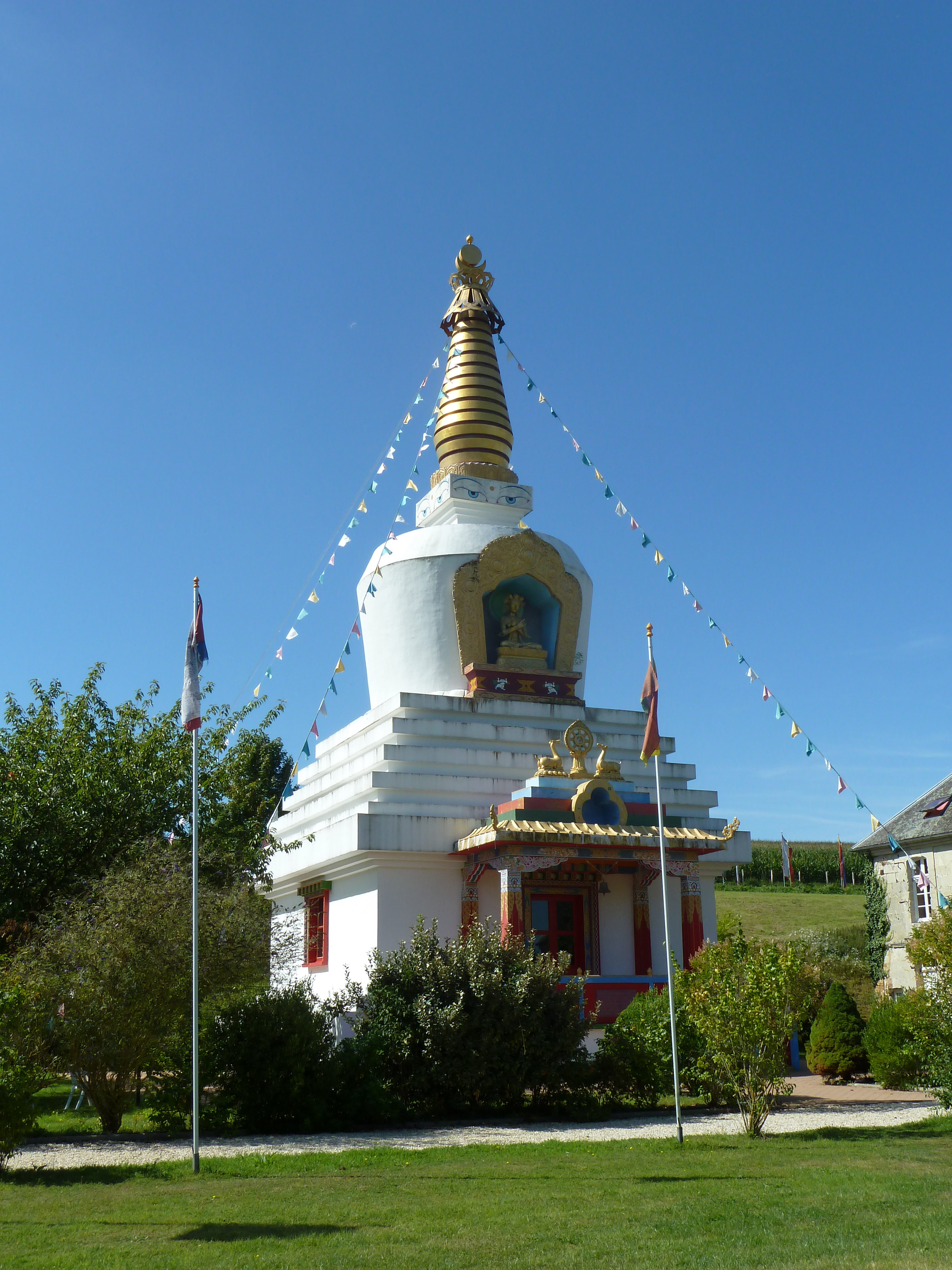
Buddhistischer Tempel Vajradhara-Ling
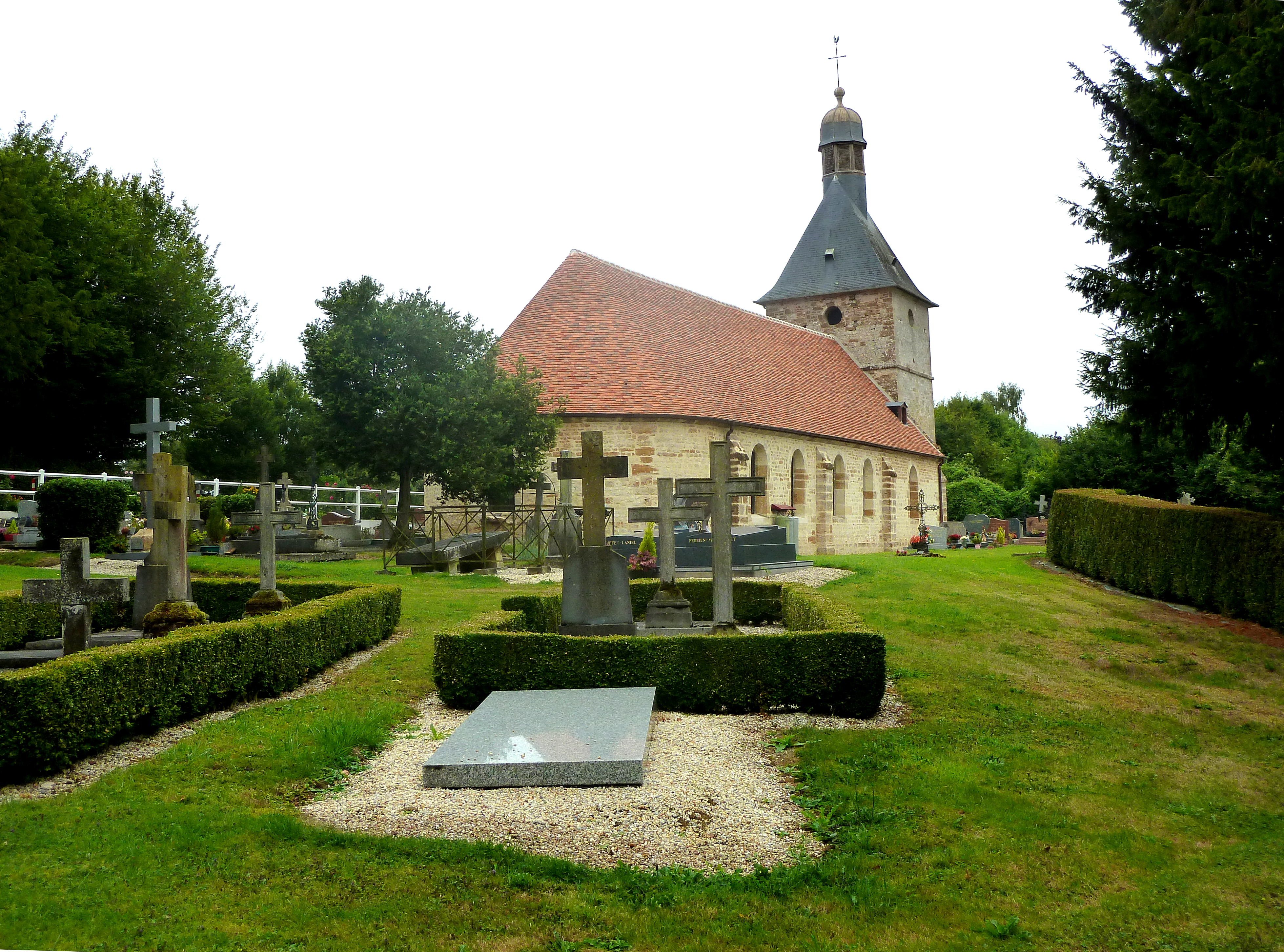
Kirche Saint-Germain